# Nils von Dardel

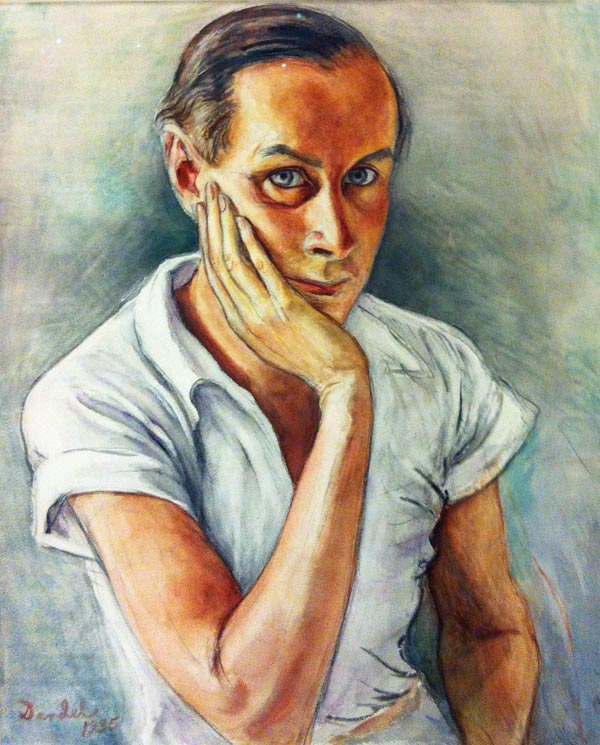
Nils von Dardel, Selbstporträt, 1935

Nils Elias Christoffer von Dardel (signiert: Nils Dardel; * 25. Oktober 1888 in Bettna, Södermanland, Schweden; † 25. Mai 1943 in New York City) war ein schwedischer Maler des Post-Impressionismus.

## Biografie

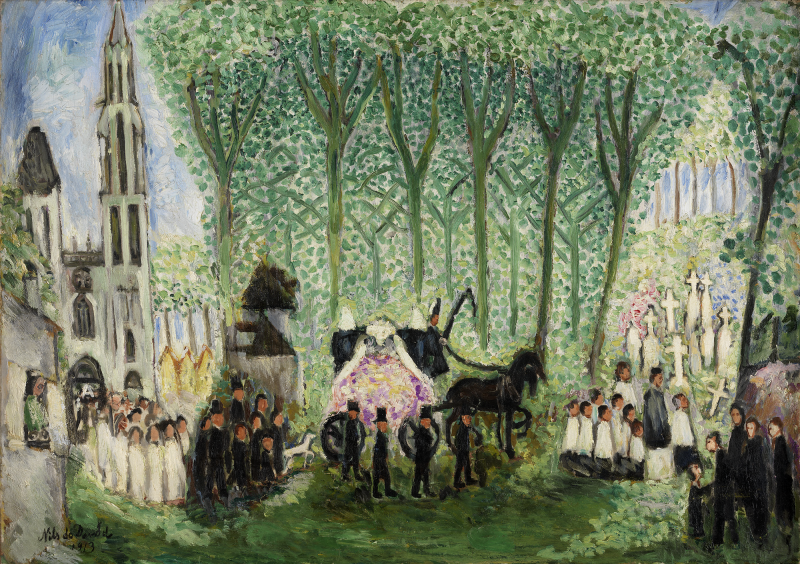
„Begravning i Senlis“ (Beerdigung in Senlis), 1913

Nils von Dardel war ein Enkelsohn des schwedischen Hofbeamten und Malers Fritz von Dardel. Nach dem Studium an der Königlichen Akademie der Künste in Stockholm gehörte er zusammen mit Sigrid Hjertén, Isaac Grünewald, Einar Jolin und Leander Engström einer Gruppe von Künstlern an, die um 1910 nach Paris übersiedelten. Der Ruf von Henri Matisse lockte sie dabei, wobei dieser künstlerisch relativ wenig Einfluss auf Dardel ausüben sollte. Stattdessen war er beeinflusst durch die Post-Impressionisten, den reinen Farben der Fauvisten und japanischen Holzschnitten.
Sein Hang zum Post-Impressionismus, besonders Pointillismus, drückte sich durch Verwendung starker, klarer Farben aus, die sich mit naiver Erzählweise verband. Ein typisches Beispiel seiner Kunst ist das Bild Begravning in Senlis (Beerdigung in Senlis) aus dem Jahre 1913, das Dardel malte, als er sich in dem kleinen mittelalterlichen Ort Senlis (Oise) aufhielt.
1913 porträtierte er seinen Galeristen Alfred Flechtheim, der sich in ihn verliebte und mit dem ihn eine kurze und stürmische Affäre verband. In den 1930er Jahren verband ihn mit Edita Morris (1902–1988) mehr als eine Freundschaft.
Dardel führte ein selbstzerstörerisches, exzessives und hektisches Leben. Viele seiner späteren Bilder sind Porträts von Menschen, die er auf Reisen traf. Die zur Zeit des Ausbruchs des Zweiten Weltkriegs von der Liljevalchs konsthall in Stockholm ausgerichtete Retrospektive seiner Arbeit verhalf ihm zum Durchbruch und machte ihn in seinem Heimatland populär. 1937 wurde in der Nazi-Aktion „Entartete Kunst“ aus der Hamburger Kunsthalle sein Bild Johannisnacht (Öl auf Leinwand, 89 × 130 cm) beschlagnahmt und zerstört.